# Ion Hîncu
Ion Hîncu (n. 28 iulie 1931, Mateuți, județul Orhei – d. 24 mai 2003, Chișinău), arheolog și istoric medievist din Republica Moldova, doctor în istorie (1960), dizident în știința istorică sovietică (anii 60-80 ai secolului al XX-lea).

## Studii
Studii secundare: satul Mateuți; studii superioare: facultatea istorie a Institutului Pedagogic de Stat „Ion Creangă”  (1951-1955);  studii postuniversitare (doctorale, aspirantura): Institutul de Arheologie al Academiei de Științe a URSS, Moscova (1955-1958).

## Experiență profesională
Academia de Științe a Moldovei: Sectorul de Arheologie al Institutului de Istorie - laborant superior (1958-1959), cercetător științific inferior (1959-1962), cercetător științific superior (1962-1968), șef Sector Arheologie (1975-1977); Secția de Etnografie, Arte Plastice și Folclor - cercetător științific superior (1968-1975); cercetător științific superior al Sectorului Ocrotirea Monumentelor (1978-1990);  Universitatea de Stat din Moldova: șef al Laboratorului Antichitate și Evul Mediu (Tracologie)  (1990-2003); Complexul muzeal „Orheiul Vechi”: secretar științific (1993-2003).

## Realizări
Ion Hîncu este primul arheolog din Republica Moldova care a obținut titlul de doctor în științe. În anul 1960 Ion Hîncu a susținut teza de doctorat: „Producția ceramicii rurale din Moldova în sec. VI-XVII”, în cadrul catedrei de arheologie a Universității de Stat „Mihail Lomonosov” din Moscova, sub îndrumarea lui Gh. B. Fedorov.
În condițiile aspre ale regimului totalitar comunist, Ion Hîncu, a fost singurul cercetător de profil istorico-arheologic, care s-a opus cu dârzenie istoriografiei oficiale sovietice, prin formularea și promovarea consecventă a concepției privind autohtonia populației românești în spațiul pruto-nistrean și continuitatea acesteia pe parcursule evului mediu timpuriu. Or, activitatea științifică a dlui Ion Hîncu nu se înscria în tabloul general al istoriografiei sovietice, plasându-l pe cercetător în rândurile dizidenților din știința academică a fostei URSS.
În anii 1975-1977, în calitate de Șef al Sectorului Arheologie din cadrul Academiei de Științe a RSSM, Ion Hîncu, a operat schimbări cardinale în programul cercetărilor arheologice, aducând în prim plan  problemele ce țineau de evoluția civilizației autohtone în perioada antică și medievală timpurie
În urma unor denunțuri cu caracter politic, în decembrie 1977, Ion Hîncu a fost învinuit de naționalism, antislavism și antiștiință, eliberat din funcția ocupată cu stabilirea interdicției privind implicarea de mai departe a cercetătorului în studierea procesului istoric medieval timpuriu din regiune. În același context, dlui Ion Hîncu i-a fost confiscat dreptul de a efectua săpături arheologice, iar monografia „Populația și cultura Moldovei în secolele X-XIV”, aflată, atunci, în proces de editare, a fost retrasă din procesul tipografic și interzisă.
Din cauza interdicțiilor și persecutărilor permanente, în anii 80 Ion Hîncu a fost impus să abandoneze cercetările fundamentale în probleme de istorie și arheologie medievală, fapt ce l-a făcut să se preocupe în continuare, exclusiv de problemele ocrotirii și propagării patrimoniului istorico-arheologic. 
După obținerea independenței de stat a Republicii Moldova Ion Hîncu a patronat cel mai important monument  arheologic din Republica Moldova - "Orheiul Vechi", elaborând un șir de activități concrete în vederea menținerii acestui obiectiv de patrimoniu cultural.
Ion Hîncu a condus săpăturile arheologice din așezările: Lucașeuca (1961-1962), Pohorniceni-Petruha (1962-1963), Brănești (1963), Thighina (1964), Hansca (1964-1977), Costești-Stânca (1973), Giurgiulești (1997), Orheiul Vechi (1993-1995).
A participantul activ la săpăturile arheologice de Alcedar, Echimăuți, Orheiul Vechi, Cetatea Albă, Bocani, Krinicinoie, Mălăiești, Lopatna, Valea Adâncă (Ucraina) etc.
Opera de viață a dlui Ion Hîncu rămâne a fi cercetarea arheologică a așezării Hansca, care constituie unul dintre cele mai reprezentative situri medievale timpurii din spațiul românesc, în cadrul căruia s-a constatat o evoluție continuă  a populației autohtone în perioada secolelor V-XIV.
Ion Hîncu a elaborat în total circa 400 lucrări, inclusiv:  11 monografii de autor, 8 monografii în colaborare, 32 broșuri științifico-populare, 24 rapoarte de cercetări arheologice, circa 130 articole științifice și circa 200 articole de publicistică.